# Marvin Park
Marvin Olawale Akinlabi Park (Palma di Maiorca, 3 luglio 2000) è un calciatore spagnolo, centrocampista del Las Palmas.

## Carriera

### Club
Nato a Palma di Maiorca, ha cominciato a giocare nelle giovanili di Sporting Ciutat de Palma (in due periodi differenti), Tranmere, La Salle e Penya Arrabal, prima di unirsi al settore giovanile del Real Madrid nel 2016. Ha esordito con la seconda squadra, il Real M. Castilla, il 25 agosto 2019, subentrando nel corso del secondo tempo al posto di Miguel Baeza dell'incontro di Segunda División B contro il Las Rozas.
Ha segnato il suo primo gol il 26 ottobre 2019, nell'incontro perso per 1-2 contro il Racing Ferrol. Conclude la stagione con 3 gol in 26 presenze; con l'Under-20 vince anche la UEFA Youth League.
Ha debuttato in prima squadra e, contestualmente nella Liga, il 20 settembre 2020, rimpiazzando Rodrygo Goes in un pareggio per 0-0 contro la Real Sociedad.
Nell'agosto 2022 è stato prestato al Las Palmas in Segunda División. Ha segnato il suo primo gol con i canarini il 22 agosto, nell'incontro vinto per 4-0 contro il Malaga. Conclude la stagione con 24 presenze, contribuendo anche alla promozione in massima serie.
Il 18 agosto 2023 il prestito viene prolungato per un'altra stagione, con opzione d'acquisto da parte del club delle Canarie.
Il 20 giugno 2024 viene riscattato dagli isolani.

### Nazionale
Marvin è nato in Spagna da padre nigeriano e madre sudcoreana. Ha esordito con la nazionale spagnola Under-19 il 16 gennaio 2019, in un'amichevole persa per 3-0 contro l'Italia.

## Statistiche

### Presenze e reti nei club
Statistiche aggiornate al 19 maggio 2024.
| Stagione                    | Squadra                     | Campionato                  | Campionato | Campionato | Coppe nazionali | Coppe nazionali | Coppe nazionali | Coppe continentali | Coppe continentali | Coppe continentali | Altre coppe | Altre coppe | Altre coppe | Totale | Totale | Totale |
| Stagione                    | Squadra                     | Comp                        | Pres       | Reti       | Comp            | Pres            | Reti            | Comp               | Pres               | Reti               | Comp        | Pres        | Reti        | Pres   | Reti   |        |
| --------------------------- | --------------------------- | --------------------------- | ---------- | ---------- | --------------- | --------------- | --------------- | ------------------ | ------------------ | ------------------ | ----------- | ----------- | ----------- | ------ | ------ | ------ |
| 2019-2020                   | Real M. Castilla            | SDB                         | 26         | 3          | -               | -               | -               | -                  | -                  | -                  | -           | -           | -           | 26     | 3      |        |
| 2020-2021                   | Real M. Castilla            | SDB                         | 11         | 1          | -               | -               | -               | -                  | -                  | -                  | -           | -           | -           | 11     | 1      |        |
| 2021-2022                   | Real M. Castilla            | PD-R                        | 22         | 0          | -               | -               | -               | -                  | -                  | -                  | -           | -           | -           | 22     | 0      |        |
| Totale Real Madrid Castilla | Totale Real Madrid Castilla | Totale Real Madrid Castilla | 59         | 4          | -               | -               | -               | -                  | -                  | -                  | -           | -           | -           | 59     | 4      |        |
| 2020-2021                   | Real Madrid                 | PD                          | 4          | 0          | CR              | 0               | 0               | UCL                | 0                  | 0                  | -           | -           | -           | 4      | 0      |        |
| 2022-2023                   | Las Palmas                  | SD                          | 24         | 1          | CR              | 0               | 0               | -                  | -                  | -                  | -           | -           | -           | 24     | 1      |        |
| 2023-2024                   | Las Palmas                  | PD                          | 31         | 0          | CR              | 1               | 0               | -                  | -                  | -                  | -           | -           | -           | 32     | 0      |        |
| Totale Las Palmas           | Totale Las Palmas           | Totale Las Palmas           | 55         | 1          |                 | 1               | 0               |                    | -                  | -                  |             | -           | -           | 56     | 1      |        |
| Totale carriera             | Totale carriera             | Totale carriera             | 118        | 5          |                 | 1               | 0               |                    | 0                  | 0                  |             | -           | -           | 119    | 5      |        |